# Kota Aoki
Kota Aoki (Shiga, 27 april 1987) is een Japans voetballer.

## Carrière
Kota Aoki speelde tussen 2006 en 2011 voor JEF United Ichihara Chiba en Fagiano Okayama. Hij tekende in 2012 bij Ventforet Kofu.